# Schlacht von La Bassée (1914)

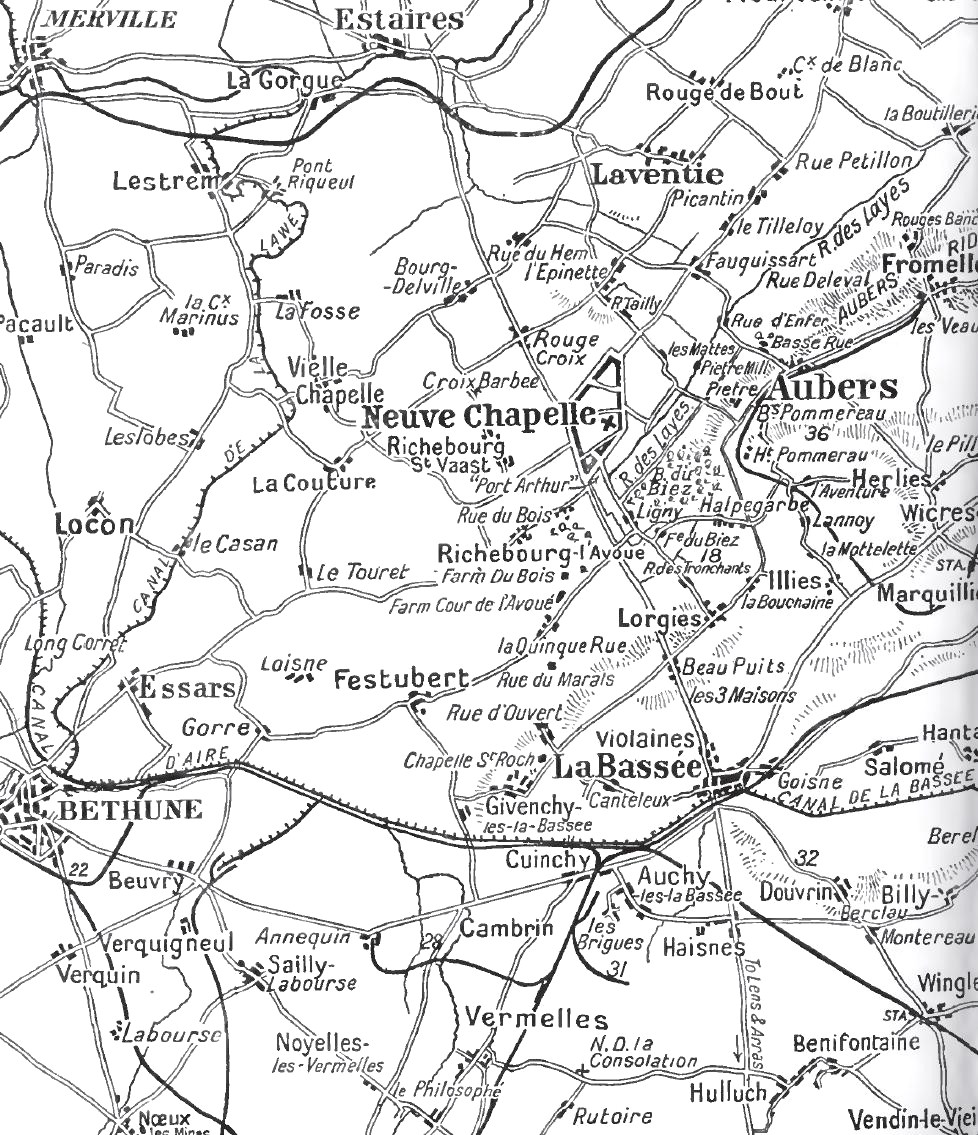
Kampfgelände von La Bassee

Die Erste Schlacht von La Bassée war Teil der Kämpfe an der Westfront des Ersten Weltkrieges. Dabei kam es im Zuge des Wettlaufes zum Meer zwischen 10. Oktober und Anfang November 1914 auf beiden Seiten des Kanals von La Bassée zu heftigen Kämpfen zwischen dem britischen II. und dem deutschen VII. Armeekorps. In der Schlussphase wurde beim Ringen um den Besitz von Neuve-Chapelle auch das frisch an der Westfront eingetroffene Indische Korps eingesetzt.
Parallel dazu wurden weiter nördlich die Schlacht von Armentières durch das englische III. Korps mit dem deutschen XIII. Armee-Korps ausgetragen. Die Ergebnisse beider Schlachten waren auf britischer Seite ernüchternd, denn es war nicht gelungen, die Höhen von Aubers zu besetzen, die einen wichtigen Stützpunkt an der neu gebildeten Front geboten hätten. Die Schlacht von La Bassée und Armentières wurde von den noch gewaltigeren Kämpfen überschattet, die sich gleichzeitig weiter nördlich bei Ypern in der Ersten Flandernschlacht abspielten.

## Vorgeschichte
Im Zuge des Wettlaufs zum Meer hatte General Maudhuy, der Befehlshaber der französischen 10. Armee der schwachen Garnison von Lille unter Oberst Felix Pardieu baldigen Entsatz versprochen. Anfang Oktober hatte das französische XXI. Korps (General Maistre) seine linke Flanke (13. Division) bis nach Vermelles südlich des La Bassée-Kanals ausgedehnt. Westlich davon schoben sich das französische 1. und 2. Kavalleriekorps Conneau und de Mitry und einige Chasseurs auf die neue Frontlinie über Béthune nach Estaires und Merville zum La Lys Kanal vor. Die französische 6. Kavallerie-Division erreichte die Linie Fôret de Clairmarais bis Saint-Omer, wo der Anschluss an die 87. Territorial-Division erfolgte, welche eine wage Verbindung zum Hafen Dünkirchen hielt. Cassel und Lille waren noch von französischen Truppen besetzt.

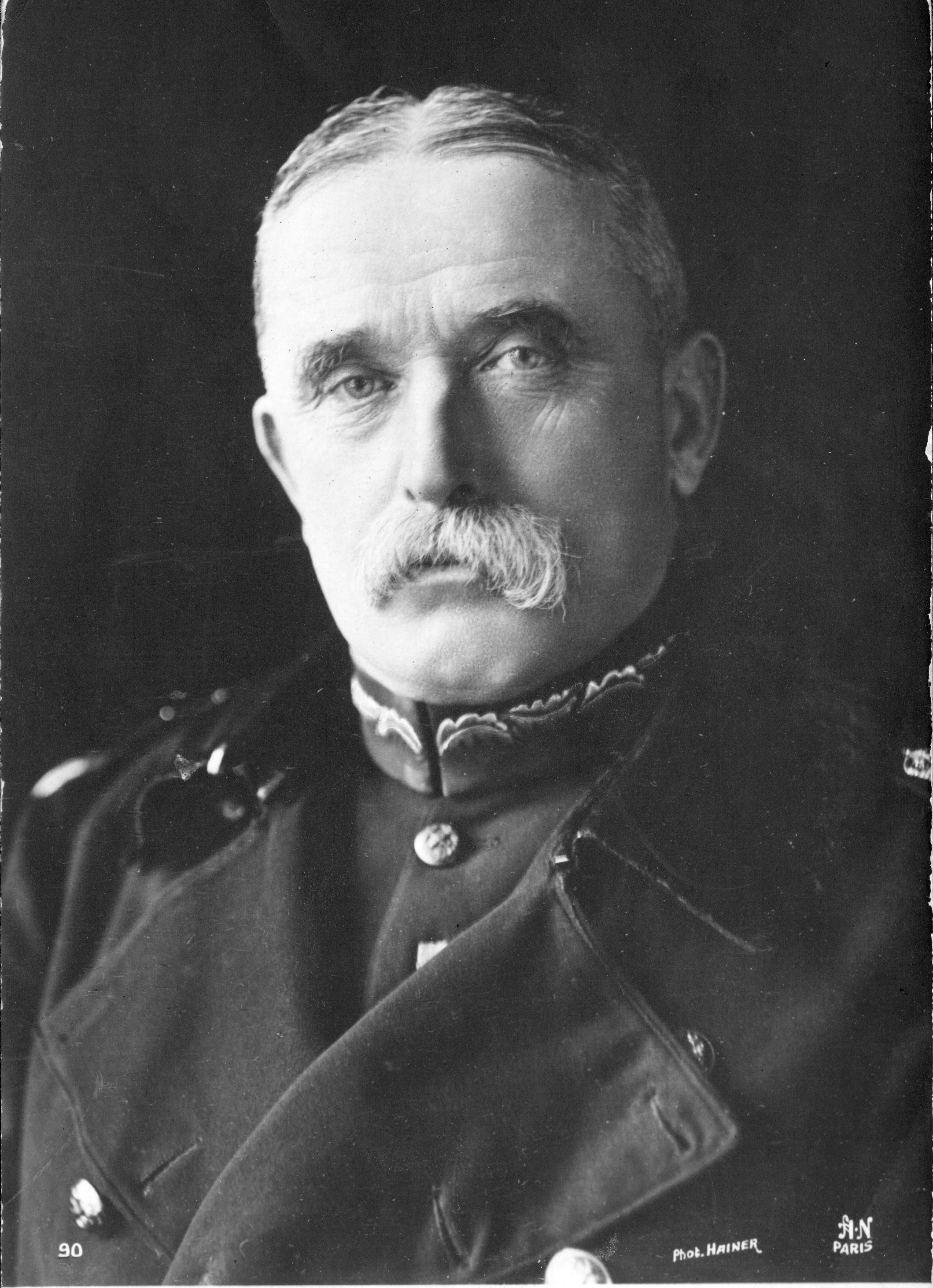
Feldmarschall John French

Die British Expeditionary Force unter Feldmarschall John French war nach dem Abflauen der Aisneschlacht nach Flandern umgruppiert worden: am 8. und 9. Oktober traf die Masse der Truppen mit der Bahn in Abbeville ein und erhielt Weisung getrennt vorzurücken: Das II. Korps unter Smith Dorrien wurde über Béthune als Vorhut nach La Bassée, das III. Korps unter Pulteney über Estaires nach Armentières und das I. Korps unter General Haig über Hazebrouck nach Ypern verlegt. Das britische Kavalleriekorps unter General Allenby (1. und 2. Kavalleriedivision unter Lisle und Gough) deckte die Ankunft der Infanterie und drang bis 10. Oktober etwa 35 km tief nach Norden vor. Das II. Korps versuchte die noch nicht in nennenswerter Stärke versammelten deutschen Kräfte (29. Division) bei La Bassée nach Lille zurückzutreiben. Die 3. Division (General Hamilton) hatte sich entlang des Aire-Kanals, direkt an den Übergängen aufgestellt und stand dort mit der 5. Division (General Fergusson) in Kontakt. Zu seiner Linken befand sich das französische 1. Kavalleriekorps von General Louis Conneau, welches seine Divisionen nach La Couture – Richebourg und St. Vaast vorgeschoben hatte. Die englische 3. Division rückte am 8. Oktober ab 14:30 Uhr nachmittags mit der 8. Brigade in Richtung Herlies zu den Höhen von Aubers vor, die 7. Brigade machte die Franzosen bei La Couture frei. Mit der 7. Brigade war auch das 2. Royal Irish Schützen in die Kämpfe eingetreten. Die 8. Brigade wurde gestoppt und blieb mit Masse in Vieille-Chapelle stehen.
Am 9. Oktober traf das deutsche XIV. Armee-Korps (28. und 29. Division) unter General von Watter gegenüber den französischen Truppen ein und machten das 1. und 2. Kavalleriekorps frei, das dann einen flankierenden Marsch über Armentières ausführte. Das deutsche 4. Kavalleriekorps (3. und 6. Kavallerie-Division) unter General von Hollen, das noch nördlicher operierte, erschien am 7. Oktober in Ypern, bevor es von französischen Territorialtruppen vor Bailleul nach Osten zurückgedrängt wurde. Südlich des La Bassée-Kanals um Lens und Béthune lag ein Kohlebergbaugebiet voller Schlackenberge, Grubenhaufen (Fosses) und Bergarbeiterhäuser (Corons), welche den Franzosen gute Verteidigungsmöglichkeiten eröffnete. Nördlich des Kanals bildeten die Städte Lille, Tourcoing und Roubaix einen Industriekomplex mit abgelegenen Standorten in Armentières, Comines, Halluin und Menen.

## Verlauf

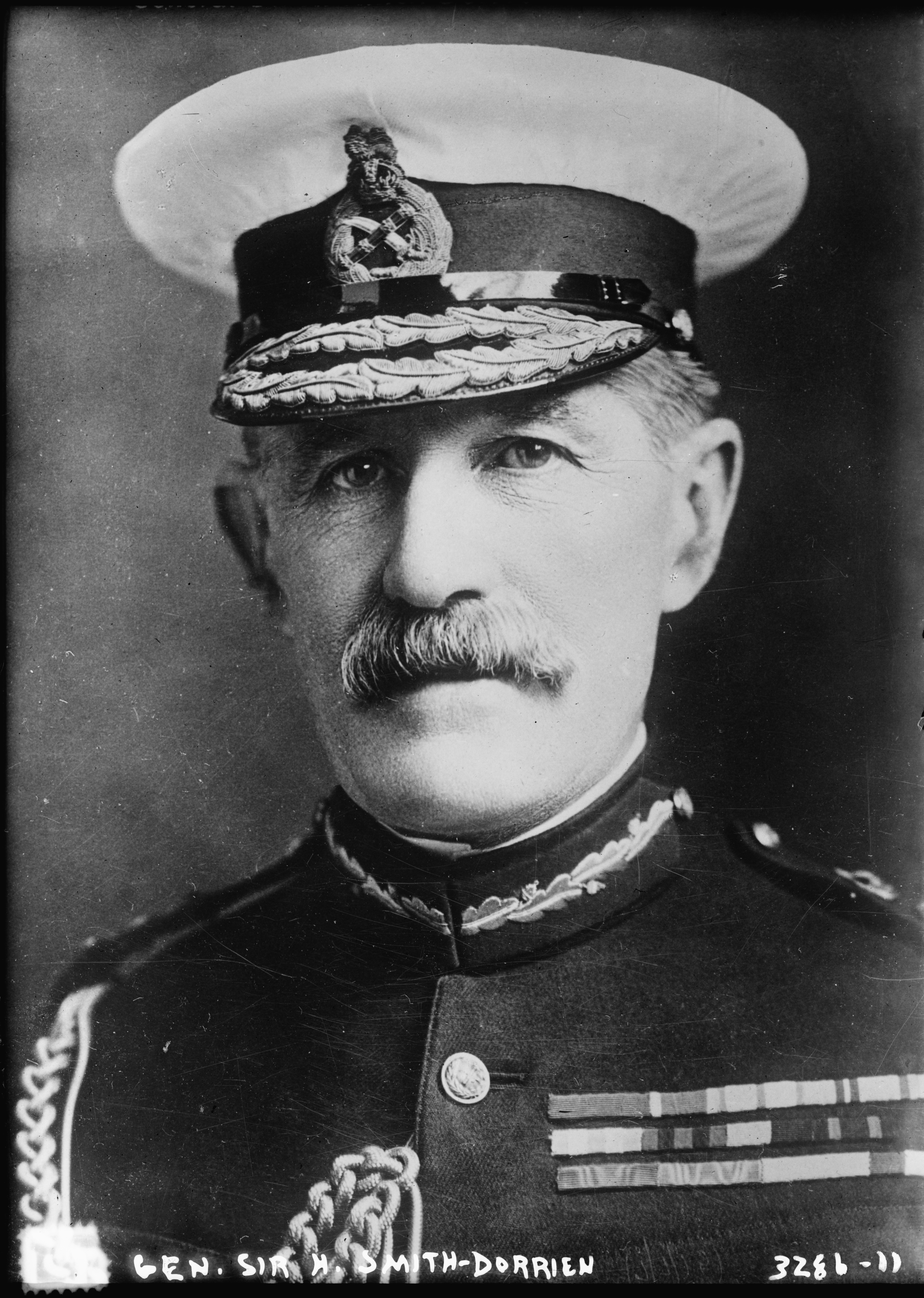
Horace Smith-Dorrien

Am Abend des 9. Oktober etablierte sich das englische II. Korps an der Frontlinie zwischen Hinges und Chocques, mit rechts flankierenden Einheiten etwa 5,6 km südlich und mit dem linken Flügel 7,2 km westlich der Stadt Béthune. Das deutsche I. und II. Kavalleriekorps unter General von der Marwitz versuchte den britischen Vormarsch aufzuhalten. Teile des deutschen XIV. Armeekorps verstärkten die Kavallerie und marschierten am nächsten Tag nach Hinges und am folgenden Tag nach La Couture, wo sie mit französischer Kavallerie in Kämpfe gerieten. Das englische II. Korps rückte vor, bis es entlang der Linie Estaires – Richebourg – Festubert – Givenchy auf deutsche Truppen traf. Daraus entwickelte sich ab 10. Oktober die Schlacht von La Bassée. An diesem Tag wurde dem britischen II. Korps (General Horace Smith-Dorrien) befohlen, nach Osten auf eine Linie vorzugehen, die von Givenchy nach Norden führte. Das deutsche XIII. Armeekorps wurde im Raum Valenciennes ausgeladen und war am 12. Oktober mit der 25. Reserve-Division und am folgenden Tag mit der 26. Division einsatzbereit. Teile des deutschen XIX. Armee-Korps hatten Lille besetzt und hatten bereits die Kavalleriedivisionen im Raum westlich der Stadt abgelöst.

### Britische Angriffe ab 12. Oktober
Die eigentliche Schlacht von La Bassée begann erst am 12. Oktober. Die britische 3. und 5. Division griffen an, um eine Linie von Givenchy nach Pont du Hem, 9,7 km nördlich des La Bassée-Kanals und die Höhen von Aubers zu erreichen. Am 13. Oktober gewann der Angriff der englischen 3. Division und der französischen 7. Kavalleriedivision nur wenig an Boden. In der Morgendämmerung des 13. Oktober kämpften die abgestiegenen Reiter der deutschen Kavalleriedivisionen und die angeschlossenen Jäger-Bataillone bei La Bassée noch um jeden Meter an Gelände. Um 12.30 mittags hatte das 3. Worcestershire-Regiment Richebourg und St. Vaast erreicht, wo die französischen Vorposten vor den Deutschen zurückgegangen waren. Links erreichte das 2. South Lancashire Regiment und die 2. Royal Irish Schützen den Abschnitt Croix Barbée und wurden dann durch deutsches Maschinengewehrfeuer gestoppt. Im Abschnitt der 5. Division ging der Ort Givenchy verloren, als Gegenangriffe der deutschen 28. Division einsetzten.

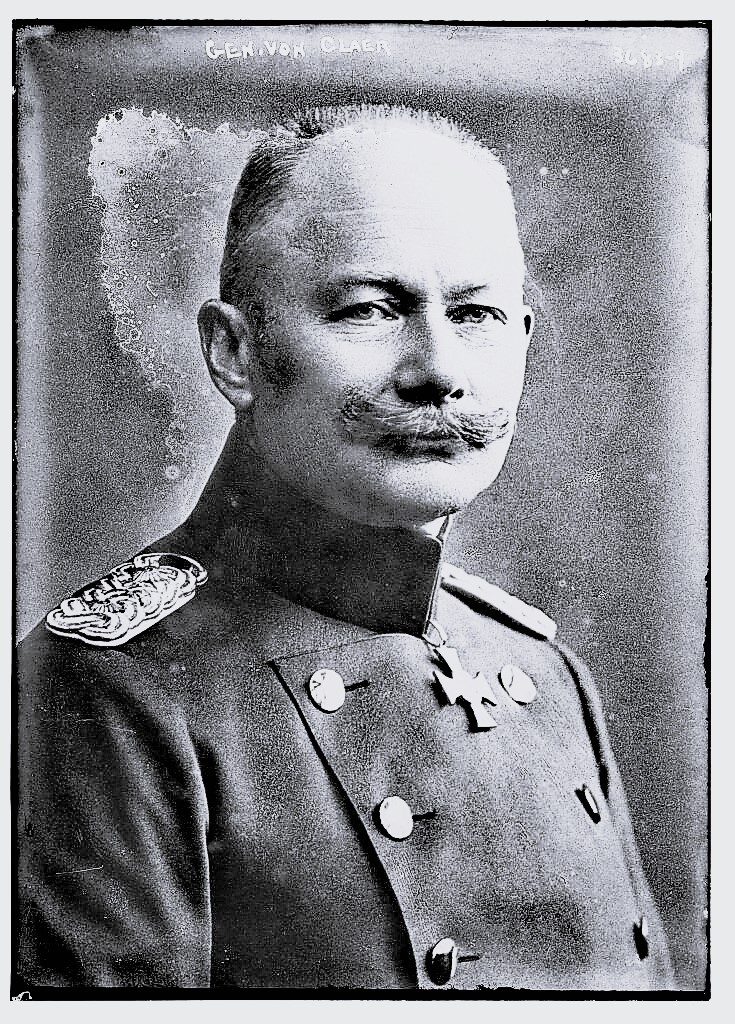
Eberhard von Claer ca. 1915

Das deutsche VII. Armeekorps (General der Infanterie Eberhard von Claer) übernahm am 14. Oktober die Stellungen bei La Bassée, das XIII. Armeekorps bezog an den folgenden Tag mit der 26. Division die Linien bei Ennetières. Am 14. Oktober griff das II. Korps auf beiden Seiten des La Bassée-Kanals bei Givenchy und Cuinchy an, mit Hilfe der französischen Kavallerie folgten Einbrüche an den gegnerischen Flanken, die durch deutsche Gegenangriffe in der Nacht wieder beseitigt werden konnten. Während die deutsche 13. Division noch bei Souchez und der Lorettohöhe gebunden blieb, befand sich die 14. Division bereits in Verlegung nach Neuve-Chapelle. Die 25. Brigade (Generalmajor von Unruh) der 13. Division folgte nach La Bassee und rang nach der Ablöse der 28. Division um den Ort Givenchy. Die englische 3. Division, am linken Flügel des II. Corps eingesetzt, erlitt an diesem Tag einen schweren Verlust durch den Tod ihres Kommandeurs, Generalmajor Hubert Hamilton, dem früheren Militärsekretär Lord Kitcheners in Südafrika und Indien. Hamilton wurde um 10 Uhr durch Granatsplitter in der Nähe von Bout Deville (südlich von Estaires) tödlich verwundet, worauf Generalmajor Colin J. Mackenzie die Führung der Division bis zu dessen eigener Verwundung am 29. Oktober innehatte. Dann übernahm der Artillerieführer der 3. Division, Generalmajor F. D. V. Wing stellvertretend bis zum 22. November, dem Tag an dem General James Aylmer L. Haldane als neuer Kommandeur bei der 3. Division eintraf.
Erst am 15. Oktober erkannten die Briten, dass das deutsche Kavalleriekorps durch Linientruppen abgelöst worden war. Das VII. Armeekorps (14. Division und 25. Infanterie-Brigade) begann sofort Gegenangriffe an der gesamten Front des englischen II. Korps. La Bassée wurde von der 28. Division genommen, die 14. Division (Generalleutnant Fleck) drang auf Neuve-Chapelle vor. Um 14 Uhr nach der Bombardement die den ganzen Vormittag andauerte, gingen die Kämpfe weiter. General Smith-Dorrien befahl eine neue Offensive nach Südosten: Ziel war es, die deutschen Truppen, die die französischen Linien angegriffen hatten, nach Süden hin zu überflügeln. Die 2. Royal Irish Schützen, die bei der 8. Brigade auf der linken Flanke standen, stürmten durch Croix Barbée und erreichten die Hauptstraße nach Estaires.
Der 16. Oktober brachte dichten Nebel, was den englischen Angriff erheblich behinderte. Nachdem sich die Kolonnen langsam vorwärts fühlten, hielten sie um 11.30 Uhr auf der Straße Neuve-Chapelle – Fauquissart an. Givenchy wurde am 16. Oktober von den Briten zurückerobert, auch Violaines wurde erstürmt und am 17. Oktober konnte auf den Höhen von Aubers Fuß gefasst werden.
Bis 18. Oktober strebten die Angriffe der 8. Brigade (Brigadegeneral Beauchamp J. C. Doran) nach Aubers vor, gegen den deutschen Widerstand um jedem Graben und jeder Brücke ringend, wobei Verluste von fast 1000 Mann eintraten.
Der 17. Oktober wurde für die Alliierten der erfolgreichste Tag der Schlacht, ihre Truppen konnten etwa zehn Kilometer in Richtung Osten bis zum Höhenrücken von Aubers vordringen. Die 9. Brigade (Brigadegeneral Frederick Charles Shaw), welche die 8. abgelöst hatte, vertrieb die Deutschen aus Aubers, während es französischer Kavallerie gelang in Fromelles einzudringen. Die Royal Irish Schützen eroberten das Dorf Pommereau an den Hängen des Aubers Ridge, der deutsche Widerstand schien zu erlahmen. Die britische 9. Brigade drängte unwiderstehlich vorwärts und nahm hinter den Kamm den Ort Herlies ein. Noch bevor dieses genommen war, wurden deutsche Verstärkungen erkannt, die von Fournes nach La Bassée anrückten.
Am 18. Oktober nahm der deutsche Widerstand wieder zu, der das englische II. Korps schrittweise zum Stehen brachte. Am frühen Morgen wurde das vordere Bataillon des 2. South Lancashire Regiment abgelöst und zog nach Pont Logy ab, wo es einige Stunden Ruhe hatte, bis es am Abend östlich des Bois du Biez wieder vorne eingesetzt wurde. Der Tag brachte einen erfolgreichen Angriff des 2. South Lancashire auf das Dorf Illies. Am 19. Oktober eroberte die 7. Brigade (Brigadegeneral Frederick McCracken) und französische Kavallerie den Ort Le Pilly (Herlies) und mussten sich dann vor dem deutschen Artilleriefeuer zurückziehen. Am Nachmittag stand die 7. Brigade mit allen Bataillonen im Abwehrkampf, hielt aber ihre Stellungen. Obwohl Le Pilly gehalten wurde, blieben alle weitere Bemühungen den Durchbruch zu erzwingen, erfolglos.

### Deutsche Gegenangriffe ab 20. Oktober

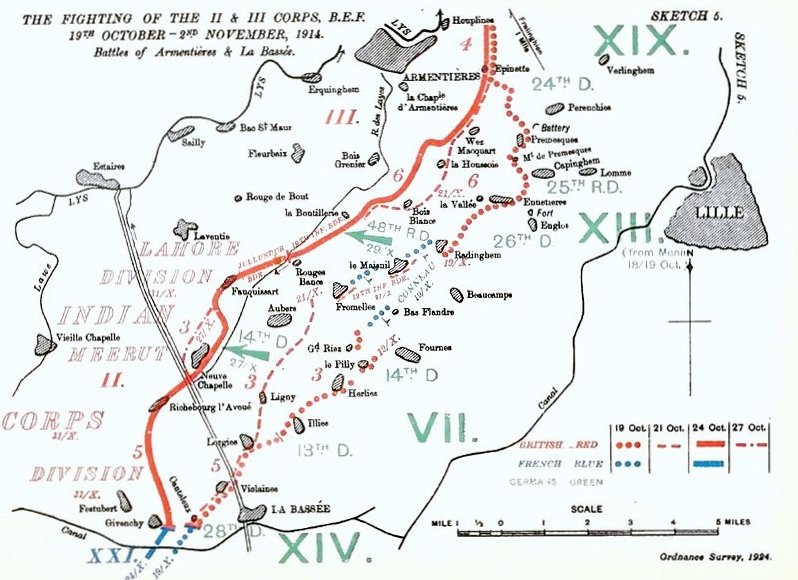
Schlachtskizze 19. Oktober bis 2. November 1914

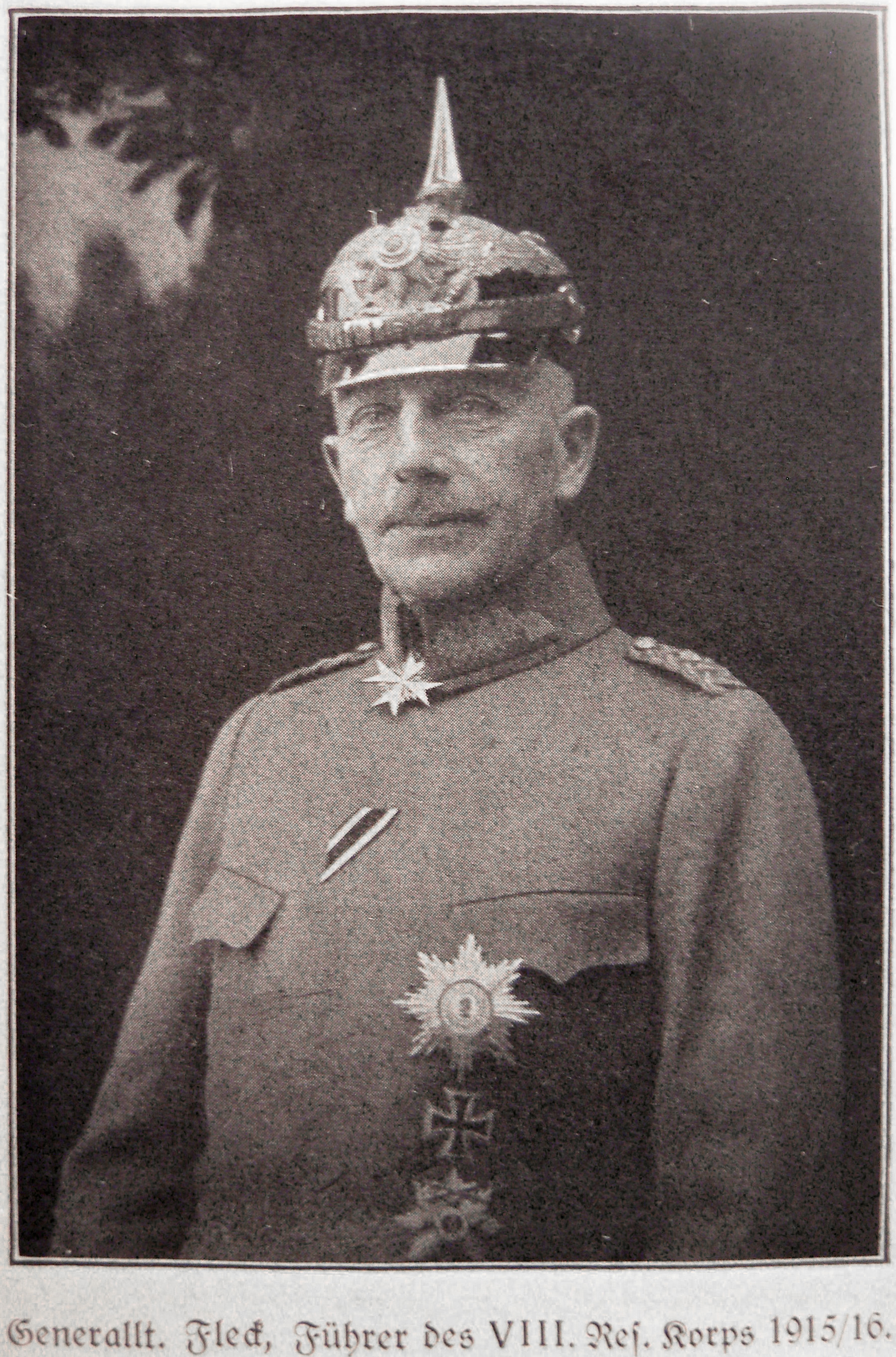
Generalleutnant Paul Fleck, Kommandeur der 14. Division

Die deutsche Gegenoffensive, die am 20. Oktober vor allem gegen das französische XXI. Korps (13. und 43. Division) einsetzte und sich am 21. Oktober auch nach Norden ausdehnte, um weitere Erfolge der britischen 3. Division zu verhindern. Auch das deutsche XIII. Armeekorps wurde herangezogen, Fromelles bildete die Grenze zur 14. Division des VII. Armeekorps. Die 26. Division (Generalleutnant von Urach) deckte bis Halluin die Nordflanke und griff die Linie Ennetieres – Le Maisnil an. Unter dem Schutz einer Nebelwand drangen die Deutschen in die Front des 2. South Lancashire ein, eine Lage die durch einen Gegenangriff von 3. Worcestershire und der Royal West Kent Bataillons wiederhergestellt wurde. Besonders der Abschnitt der 7. und 9. Brigade gegenüber von Le Transloy – Illies bis Herlies hatte starken Feindruck auszuhalten. Die Deutschen konnten in Le Pilly eindringen, die 7. Brigade war gezwungen, sich weiter zurückzuziehen.
Am Abend des 20. Oktober wurde die englische 5. Division angewiesen vom Kanal bei Givenchy über Violaines bis Riez in Defensive überzugehen, während die gegnerische Offensive im Norden begegnet werden sollte. Auf der linken Flanke der 3. Division an der früheren Naht zum herausgezogenen französischen 1. Kavalleriekorps wurde die bisher selbständige englische 19. Brigade (Brig. Gen. Frederick Gordon) eingeschoben, welche die Lücke zur 6. Division des englischen III. Korps schließen konnte.
Ein Gegenangriff der 3. Division lief am 21. Oktober um 11:00 Uhr an, der einige zuvor verlorene Gräben zurückeroberte. Um 18:30 Uhr traf aber die Nachricht vom Rückzug der englischen 19. Brigade bei Le Maisnil ein, die 3. Division wurde darauf von Herlies und Riez etwa 1,6 km auf die Linie von Lorgies über Ligny und südlich von Fromelles zurückgedrängt. Während der letzten Kämpfe hatte General Smith-Dorrien befohlen, eine neue Reservelinie auszubauen, die sich im hinteren Bereich der Nordflanke befand, wo die Umfassungsgefahr am größten war. Die neue Linie verlief östlich von Givenchy, östlich von Neuve-Chapelle nach Fauquissart, sie hatte aber noch wenig Verhau an Stacheldraht und der Boden war zu sumpfig um den Aushub tieferer Unterstände zu gewährleisten.
Am frühen Morgen des 22. Oktober wurden die Briten durch Geschützfeuer aus der Ruhe gerissen, deutsche Gegenangriffe setzten ein, welche auch die gesamte Linie der 5. Division erfasste. Der deutschen 26. und 14. Division gelang es die englische 3. Division auf die Linie Fromelles, Aubers, Illies, Lorgies und Violaines zurückzudrängen. Die Bataillons der 2. Royal Irish
hatten Weisung den Ort Neuve-Chapelle zu halten, links davon wurde die Linie der 8. Brigade zurückgedrängt. In der Nacht vom 22. auf den 23. Oktober zog das II. Korps seine linke (nördliche) Flanke auf eine Linie zurück, die vom La Bassée-Kanal östlich von Givenchy bis zur Straße nach La Quinque, östlich von Neuve-Chapelle und weiter nach Fauquissart festgelegt worden war. Der Mangel an Pionieren, Werkzeugen und Stacheldraht bedeutete, dass die englischen Truppen kaum Befestigungen vorfanden und sofort beginnen mussten sich einzugraben. Am nächsten Tag wurde die französischen Truppen aus Fromelles vertrieben. Die Franzosen baten die Briten Teile der neu eingetroffenen indischen Lahore-Division nach Estaires hinter den linken (nördlichen) Flügel des II. Korps zu bringen, um das bedrängte 1. Kavalleriekorps Conneau zu stützen.
Die Deutschen verbrachten den folgenden Tag damit, die britischen Stellungen zu bombardieren und gegenüber der indischen Lahore-Division (Generalleutnant H. B. B. Watkis) voranzukommen. Sie erreichten Estaires, das zum Sammelpunkt für das indische Korps bestimmt worden war, um das II. oder III. Korps je nach Bedarf unterstützen zu können. Die indische Jullundur-Brigade (Brig. Gen. E. P. Strickland) löste das französische 1. Kavalleriekorps am 23./24. Oktober an der linken Flanke des II. Korps bei Fauquissart und die 19. Brigade beim Dorf Rouge Bance ab, wodurch eine geschlossene Infanterie-Linie von Givenchy bis Ypern hergestellt war.
Am 24. Oktober begannen um 2 Uhr morgens erneut Bombardierungen durch die deutschen Artillerie. Am Nachmittag folgten neue deutsche Angriffe, aber deren Verbände waren vom Gegner einsehbar und wurden erfolgreich zurückgeschlagen, bevor sie die britische Linie erreichten. Eine Stunde lang war die Lage noch unentschieden bis um 18 Uhr der Angriff abgeschlagen war. Die Angriffe wurden bis zum Einbruch der Dunkelheit ausgesetzt, als südlich von Neuve-Chapelle an der rechten Flanke der 3. Division ein neuer deutscher Angriff anlief, der erst nach Mitternacht unter hohen Verlusten abgewehrt werden konnte. Auf der linken Flanke der 3. Division wurden die 8. Brigade und die Jullundur-Brigade am 24. Oktober ab 21.00 Uhr angegriffen und ein Bataillon auf der linken Flanke der 8. Brigade zurückgedrängt.

### Erste Schlacht um Neuve-Chapelle
In den frühen Morgenstunden des 25. Oktober konnte die deutsche Infanterie einige britische Schützengräben nehmen, wurde jedoch wieder daraus vertrieben. Diese Gräben wurden erneut gestürmt, bis Verstärkungen der 9. Brigade die Deutschen endgültig zwangen, zurückzugehen.
Am Vormittag wurden die ersten Verbände des II. Korps durch Verbände des Indischen Korps abgelöst. Der Sektor des II. Korps wurde gerade durch Teile der indischen Lahore-Division verstärkt, als ein entschlossener deutscher Angriff Neuve-Chapelle erstürmte. General Smith-Dorrien forderte sofort Verstärkung bei den Franzosen an, die zustimmten, da eine Niederlage bei La Bassée auch die allgemeine Offensive in Flandern beeinträchtigt hätte. General Maud'huy sandte zwei Bataillone des französischen XXI. Korps zur Verstärkung nach Givenchy und Conneau führte sein Kavalleriekorps hinter die Flanke der 3. Division.
Am 26. Oktober bei Sonnenaufgang griffen die Deutschen nördlich von Givenchy an, sie waren in der Dunkelheit aufgetaucht, wurden aber durch die Geräusche der abgefeuerten Kleinwaffen erkannt und zurückgeschlagen. Später trafen französische Verstärkungen ein, damit sich die britischen Bataillone unter Deckung nach Richebourg und St. Vaast zurückziehen konnten.
Gegen 18.30 Uhr eroberte ein englischer Gegenangriff die Hälfte des Dorfes Givenchy zurück, und der Rest des Bataillons, hastig aus Richebourg zurückgerufen, nahm seinen alten Platz in der vorderen Linie wieder ein. Südöstlich des Dorfes hatten sich derweil die Wiltshire-Infanterie an ihre Schützengräben geklammert, selbst als der Gegner schon den Rücken bedrohte. Ein weiterer Angriff erfolgte nach Artillerie-Beschuss bei Neuve-Chapelle gegen die äußerste linke der 5. Division und die rechte Flanke der 3. Division. Die britische Infanterie hatte dabei hohe Verluste und einige Einheiten zogen sich aus ihren Schützengräben zurück, um dem deutschen Artilleriefeuer auszuweichen. Eine neue Linie wurde östlich des Ortes aufgeworfen und mit den Verteidigungsanlagen nördlich und südlich von Neuve-Chapelle verbunden.

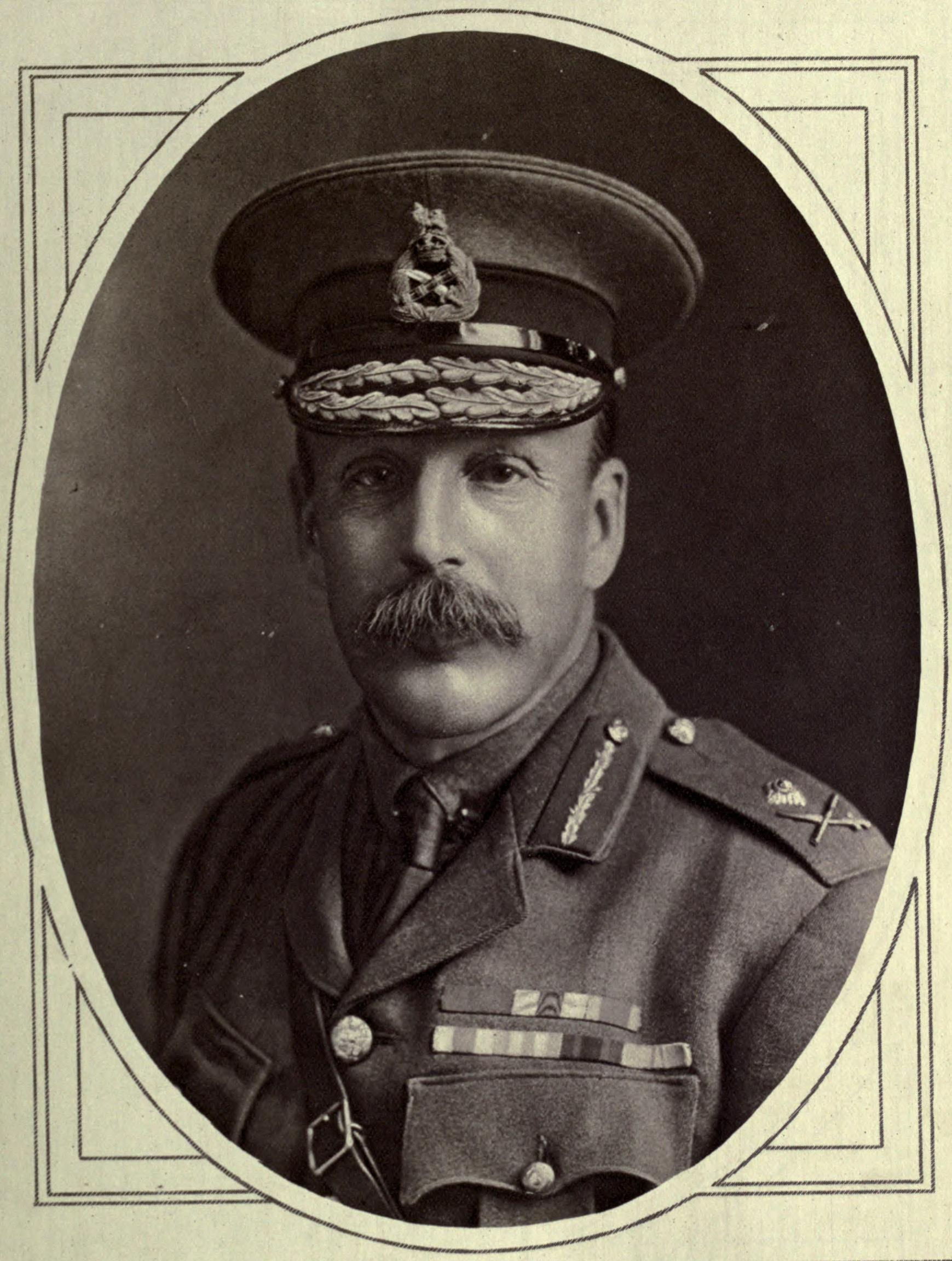
Frederick Stanley Maude, Kommandeur der englischen 14. Brigade

Bei Tagesanbruch des 27. Oktober war die Situation der Briten schlimmer als erwartet. Die deutschen Positionen in den eroberten britischen Gräben bei Neuve-Chapelle hatten sich konsolidiert. Ein englisches Bataillon versuchte, die verlorenen Schützengräben um 7:30 Uhr zurückzuerobern, aber die Deutschen griffen es in der Flanke an und umzingelten es. Bei der 3. Division waren etwa 2000 Mann Ersatz eingetroffen, wodurch die Infanteriebataillone auf jeweils 700 Mann aufgestockt werden konnten. Mehrere 4,7-Zoll-Kanonenbatterien und ein Panzerzug der Royal Navy waren eingetroffen, sowie die Rationen der Feldkanonen auf 60 Granaten pro Kanone und Tag verdoppelt worden. An der Nordflanke von Neuve-Chapelle hatte der britische Gegenangriff, der um 13.30 Uhr begonnen hatte, nach einer Stunde wider den westlichen Rand des Ortes erreicht, war dann aber vor dem deutschen Maschinengewehr- und Scharfschützenfeuer festgelaufen. Die deutschen Aktivitäten gegenüber dem Rest der 3. Division blieben weiterhin gering, die Jullundur-Brigade wurde mehrmals attackiert, nachdem sich die 27. und 79. Brigade im Bois du Biez zum Angriff versammelt hatte. Die Deutschen verlagerten das Schwergewicht ihres Angriffs nach Süden und gingen um die linke Flanke des benachbarten Bataillons, das darauf seine bedrohte Flanke im rechten Winkel zurückzog. Die Reste der englischen Besatzung hielt sich, bis das 9. Bataillon der Bhopal-Infanterie eintraf, umging die deutsche Flanke und nahm das Dorf zurück.
Brigadegeneral F. S. Maude im Süden, gab ein Reservebataillon frei, das bei den 9. Bhopal-Regiment eintraf um einen Flankenangriff bei Neuve-Chapelle durchzuführen, doch die Nacht brach ein, bevor die Truppen antreten konnten. Generalmajor T. L. N. Morland, der neue Kommandeur der 5. Division, befahl Maude Neuve-Chapelle zurückzunehmen. Maude sagte den Angriff ab, als er feststellte, dass die britische Linie wiederhergestellt worden war und der Ort nun von Nordwesten angegriffen werden konnte. Der englische Gegenangriff wurde abgesagt und nach Einbruch der Dunkelheit gruben sich die Truppen am westlichen Ortsende ein. Spät in der Nacht genehmigte der neue Kommandeur der 3. Division, Generalmajor Colin J. Mackenzie, die Entscheidung zum Rückzug und die Überlebenden der drei britischen Bataillone, weniger als 600 Mann, wurden in Richebourg auf St. Vaast zurückgenommen, wo auch die 2. Kavallerie-Brigade als Verstärkung eingetroffen war.

### Eingreifen des Indischen Korps

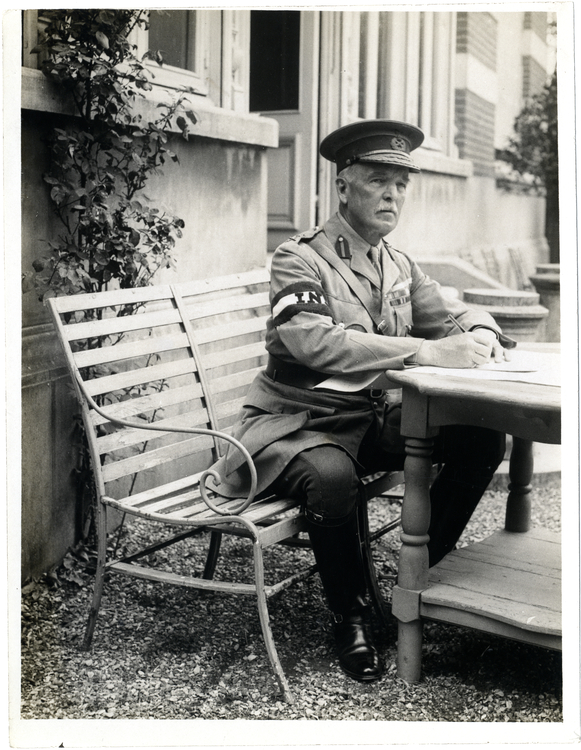
James Willcocks

Die Generale Smith-Dorrien und James Willcocks trafen am 28. Oktober ein, um die Ablösung des II. Korps durch das indische Korps zu organisieren. Starker Nebel am Morgen führte am 28. Oktober dazu, dass der Angriff auf 11:00 Uhr verschoben werden musste. Nach einem kurzen Bombardement durch 13 Batterien und nachdem sich das Feuer 460 Meter vorwärts bewegt hatte, war die englische Infanterie bereit für den Angriff. Die 3. Division wurde von Smith-Dorrien angewiesen, Neuve-Chapelle zurückzuerobern, da die dortigen deutsche Positionen die inneren Flanken der 3. und 5. Division bedrohte. Jeder zweite verfügbare Mann wurde dem Chefingenieur des Korps zur Verfügung gestellt, um eine zweite Linie zu graben, Smith-Dorrien organisierte die Vorbereitungen für den Gegenangriff im Hauptquartier der 3. Division. Die 7. Brigade sollte den Angriff mit Unterstützung der Truppen des indischen Korps durchführen. Im Norden an der linken Flanke sollten ein Bataillon der englischen 6. Division, französische Jäger und Radfahrer des 2. Kavalleriekorps sowie ein Bataillon der 9. Brigade den Angriff unterstützen.
Unordnung, Sprachschwierigkeiten und Erschöpfung führten dazu, dass nur etwa vier Bataillone vorrückten, obwohl die Stabsoffiziere der 3. Division als Verbindungsoffiziere auftraten. Die Flankenunterstützung war unzureichend, weil deutsches Sperrfeuer einsetzte. Die Angreifer rückten durch Feuer und Bewegung auf 640 Meter ebenem Boden vor, vertrieben die Deutschen aus dem Dorf und erreichten den östlichen und nördlichen Rand. Zwei Kompanien der 47. Sikhs sowie der 20. und 21. Sappeurs und Mineure griffen an, als die 9. Bhopal-Infanterie rechts unter Deckung gedrängt wurde. Die 9. Bhopal-Infanterie zog sich aus einem eroberten Graben zurück, was dazu führte, dass zwei flankierende Kompanien überrannt wurden. Während des Angriffs besetzte die 2. Kavallerie-Brigade die verlorenen indischen Gräben und gab Deckungsfeuer. Die letzte Kavallerie Reserve wurde vorwärts bewegt, um die deutsche Infanterie bei Neuve-Chapelle zu stoppen. Nördlich des Dorfes wurde die 9. Brigade den ganzen Tag bombardiert und beschossen, hielt aber ihre Stellungen. Gegen 13 Uhr griffen die Deutschen südlich des Dorfes nach fünfstündigem Beschuss die beiden nördlichsten Bataillone der 13. Brigade (Brig. Gen. William Hickie) an, während andere Truppen den Angriff auf die 2. Kavallerie-Brigade und die angegriffene Infanterie fortsetzten.
Um 17:00 Uhr unternahmen die Deutschen an der gesamten Front Vorstöße und rückten stellenweise bis auf die britischen Positionen vor. Die deutschen Angriffe nahmen ab 21.00 Uhr wieder ab, als ein letzter Angriff im Süden durchgeführt wurde. Am 29. Oktober wurde die 3. Division nach La Couture zurückgezogen, die 7. Brigade wurde schließlich von der Lahore-Division abgelöst.
Während der Nacht zum 29. Oktober wurde auch die Kavallerie entlastet, bis dahin gehaltenes Gelände gegenüber dem Bois du Biez wurde aufgegeben um die Linie zu begradigen. Die Naht zwischen der 13. und 14. Brigade bei La Quinque Rue und Festubert wurde gegen 4 Uhr morgens von den Deutschen angegriffen.
Am 30. Oktober zog die 3. Division nach Doulieu ab und am letzten Tag des Monats marschierte die gesamte 7. Brigade nach Merris ab. Die neu eingetroffene indische 7. (Meerut) Division (Generalleutnant Charles A. Anderson) wurde als Rückhalt bereitgestellt. General Smith-Dorrien ließ zehn erschöpfte Bataillone und den größten Teil der Korpsartillerie bei Fauquissart ablösen. Die Ablöse zweier indischer Bataillonen dauerte ungefähr 2½ Stunden, ein deutscher Angriff konnte dabei ein Gurkha-Bataillon zurückdrängen und legte die Flanke des benachbarten Bataillons frei, bis ein Gegenangriff zur Wiedererlangung der verlorenen Gräben einsetzte. Tagsüber kamen die meisten indischen Truppen nicht vorwärts, daher zogen sie im Dunkeln in die Gräben und führten die Ablösung der vorderen Truppen über zwei Nächte durch. Aufeinanderfolgende Angriffe der kurzfristig eingesetzten deutschen 48. Reserve-Division (Generalleutnant von Hahn) auf die Truppen des indischen Korps wurden größtenteils durch Artilleriefeuer niedergehalten und dreimal abgewiesen.
Am Morgen des 31. Oktober übernahm General Willcocks als Kommandeur des indischen Korps die Führung der Kämpfe. Es war an diesen Morgen nicht zu den üblichen Kämpfen der Vortage gekommen. Der größte deutsche Vorteil bestand in schwerer Artillerie- und guter Graben-Ausrüstung, die bei den alliierten Armeen nicht existierte. Den Truppen des II. Korps wurde zehn Tage Ruhe versprochen, aber die Truppenverlegungen in Richtung Wytschaete begannen sofort, teils zu Fuß und teils mit Lastkraftwagen. Am 1. November wurden die letzten sieben Bataillone abgelöst und hinter dem III. Corps im Raum Bailleul versammelt. Die Artillerie der 5. Division wurde am 2. November nach Norden zum Kavalleriekorps geschickt, und die verbleibenden Pioniere des II. Corps errichteten weitere Feldbefestigungen.

### Abflauen der Schlacht
Die Landschaft um La Bassee war flach, sumpfig und von vielen Bächen durchzogen, was die Anlage von Stellungen an vielen Stellen unmöglich machte. Erst Ende Oktober erhielten die Briten zum Aufbau erhöhter Stellungen ausreichende Vorräte an Sandsäcken und Stacheldraht zugeteilt. Die britische Feldartillerie wurde zum Schutze der Infanteriebrigaden mit 60-pfündigen Haubitzen verstärkt. Gleichzeitig wie Sir Douglas Haig vor Ypern hatte General Sir Horace Smith-Dorrien die Offensive ergriffen und dann verzweifelte Anstrengung unternommen um die deutschen Kräfte aufzuhalten, die einen Durchbruch anstrebten.
Auch die deutsche 6. Armee war verstärkt worden und sollte bis zum 29. Oktober von Arras nach La Bassée und Armentières neuerlich angreifen, doch an diesem Tag wurde die gesamte verfügbare schwere Artillerie für die Schlacht von Gheluvelt nach Norden abtransportiert. Denn am 27. Oktober hatte Falkenhayn der 6. Armee befohlen, die schwere Artillerie nach Norden abzugeben, um bei Gheluvelt alle Anstrengungen zu versuchen, die Angriffe auf die Südflanke gegen das II. und III. Korps zu verringern und gleichzeitig die Offensive der 4. Armee bei Ypern zu verstärken. Die Armeegruppe Fabeck wurde aus XIII. Corps und zwei weiteren Korps gebildet, welche die Reserven der 6. Armee erschöpften und die Offensivpläne für La Bassée nach Norden bis zur Lys völlig eindämmten.
Die Bataillone des Indischen Korps gerieten Anfang November unter Dauerbeschuss. Sie blieben vorübergehend in den vorderen Frontgräben, anstatt sich zurückzuziehen, eine Praxis, die von den erfahrenen Einheiten übernommen worden war. Am 2. November trieb ein neuer deutscher Angriff nordwestlich von Neuve-Chapelle ein Gurkha-Bataillon zurück, bis lokale Gegenangriffe das verlorene Gelände bis zum 5. November zurückeroberten.

## Verluste und Folgen
Die Gesamtverluste des BEF betrugen im Oktober etwa 30.000 Mann, allein das II. Corps verlor zwischen 12. und 31. Oktober 14.500 Soldaten an Toten und Verwundeten. Die 3. Division hatte 5830 Mann an Verlusten, wobei die 8. und 9. Brigade jeweils etwa 50 Prozent Verluste hatten. Die Opfer der 5. Division waren ebenfalls schwer und auch das indische Korps hatte bis zum 31. Oktober 1560 Mann und bis zum 2. November bereits 1989 Mann verloren. Am 31. Oktober verfügte das II. Korps nur noch über etwa 14.000 Mann, von denen etwa  1400 Mann unerfahrene Rekruten waren. Die Deutschen verzeichneten während der Kämpfe mit dem II. Korps etwa 6000 Mann an Verlusten.
Trotz der schweren Verluste konnte es sich Marschall French nicht leisten, das II. Corps eine längere Ruhepause zu gewähren. Nachdem es aus der Front gezogen waren, wurden die Truppen des II. Corps nach Ypern verschoben. In den folgenden Kämpfen von November 1914 bis Februar 1915 wurde das Korps bei der Verteidigung von Festubert (23.–24. November) und Givenchy (18.–21. Dezember) und am 25. Januar in der Schlacht um Givenchy eingesetzt.